# Scirtothrips
Scirtothrips (лат.) — род трипсов из семейства Thripidae (Thysanoptera). Известно около 100 видов, включая серьёзных вредителей цитрусовых и манго.

## Распространение
Широко распространен в теплых частях всего мира.

## Описание
Мелкие насекомые с четырьмя бахромчатыми крыльями. Самка макроптерная. Голова шире длины, с близко расположенными поперечными полосами, межантенатальный выступ широкий; нижнечелюстные пальпы 3-сегментные; глаза иногда с пигментированными фасетками; глазные волоски I присутствуют; волоски III короткие и изменчивые по положению; от одной до пяти пар заднеглазничных волосков. Антенны 8-сегментные (редко 7); сегмент I без парных дорсо-апикальных волосков, II с одним внутренним дорсальным апикальным волоском длиннее внешнего, с рядами микротрихий дорсально, III и IV с вильчатыми конусами чувств, III—VI с рядами микротрихий на обеих поверхностях. Пронотум с близко расположенными поперечными полосами; четыре (редко пять) пар заднемаргинальных волосков, S2 волоски вариабельно удлинённые и иногда интерпретируются как длинные «постероангулярные волоски». Мезонотум с поперечными полосками; срединная пара волосков расположена далеко от заднего края; кампановидные сенсиллы отсутствуют. Метанотум изменчиво сетчатый; срединная пара волосков расположена на переднем крае или позади него; кампановидные сенсиллы отсутствуют. Первая жилка переднего крыла с переменным, но неполным рядом волосков; вторая жилка с 1—8 волосками; ключица с 3-4 жилковыми и 1 дискальным волосками; реснички заднемаргинальной каймы волнистые или прямые. Мезостернум со стерноплевральными швами слабыми, достигающими переднего края; эндофурка со спинулой. Метастернальная эндофурка со спинулой. Лапки 2-сегментные. Тергиты без ктенидий или краспедий, нечётко отделены от латеротергитов, волоски S1 варьируют по положению, близко или широко разнесены; латеральные трети II—VIII тергитов с близко расположенными рядами микротрихий, II—VII с постеромаргинальными микротрихиями латерально; VIII с гребнем длинным, тонким, полным; IX без кампановидной сенсиллы; X без срединной щели. Стерниты с микротрихиальными полями по крайней мере латерально, без дискальных волосков или краспед; стерниты III—VII с тремя парами маргинальных волосков, II с двумя парами. Самцы сходны с самками; тергит IX часто с парой дрепанов, изогнутых дорсально; стерниты без поровых пластинок.
Все представители этого рода питаются и размножаются на листьях, обычно на молодых листьях, а также на поверхности очень молодых плодов, включая апельсины, авокадо и манго. Несколько видов известны как серьёзные вредители, особенно плодовых деревьев, включая Цитрус (Рутовые), Манго (Анакардиевые) и Персея (Лавровые).

## Классификация
Род был впервые описан в 1909 году. Включает около 100 видов из семейства Thripidae. В подсемействе Thripinae Scirtothrips входит в родовую группу Scirtothrips, является самым крупным из его 11 родов. Входящие в род виды включают большинство видов Thripinae, которые имеют близко расположенные ряды микротрихий латерально на тергитах. Валидность многих видов, описанных из Мексики подвергнута сомнению
- Scirtothrips abditus Mound & Marullo, 1996
- Scirtothrips aceri Moulton, 1926
- Scirtothrips acus Wang, 1994
- Scirtothrips admangiferaffinis Johansen & Mojica-Guzman, 1999[5]
- Scirtothrips africanus Faure, 1929
- Scirtothrips akakia Hoddle & Mound, 2003
- Scirtothrips albidus Masumoto & Okajima, 2007
- Scirtothrips albomaculuts Bianchi, 1945
- Scirtothrips albosilvicola Johansen & Mojica-Guzman, 1999
- Scirtothrips albus (Jones, 1912)
- Scirtothrips angusticomis Karny, 1922
- Scirtothrips apatzinganensis Johansen & Mojica-Guzman, 1999
- Scirtothrips asinus Wang, 1994
- Scirtothrips astibos Hoddle & Mound, 2003
- Scirtothrips astrictus Mound & Marullo, 1996
- Scirtothrips aurantii Faure, 1929
- Scirtothrips australiae Hood, 1919
- Scirtothrips aztecus Johansen & Mojica-Guzman, 1999
- Scirtothrips bisbravoae Johansen, 1983
- Scirtothrips bispinosus (Bagnall, 1924)
- Scirtothrips bondari Moulton, 1933
- Scirtothrips bounites Mound & Marullo, 1996
- Scirtothrips bournieri Berzosa & Cano, 1990
- Scirtothrips brevipennis Hood, 1914
- Scirtothrips canizoi Titschack, 1964
- Scirtothrips casuarinae Palmer & Mound, 1983
- Scirtothrips chamelaensis Johansen & Mojica-Guzman, 1999
- Scirtothrips citri (Moulton, 1909)
- Scirtothrips cognatoalbus Johansen & Mojica-Guzman, 1999
- Scirtothrips cognatosilvicola Johansen & Mojica-Guzman, 1999
- Scirtothrips combreti Faure, 1929
- Scirtothrips danieltelizi Johansen & Mojica-Guzman, 1999
- Scirtothrips dieterenkerlini Johansen & Mojica-Guzman, 1999
- Scirtothrips dignus zur Strassen, 1986
- Scirtothrips dobroskyi Moulton, 1936
- Scirtothrips dodonaeae Mound & Stiller, 2011
- Scirtothrips dorsalis Hood, 1919
- Scirtothrips drepanofortis Hoddle & Mound, 2003
- Scirtothrips eremicus Hoddle & Mound, 2003
- Scirtothrips euthyntus Mound & Marullo, 1996
- Scirtothrips ewarti Bailey, 1964
- Scirtothrips flavus Masumoto & Okajima, 2007
- Scirtothrips frondis Hoddle & Mound, 2003
- Scirtothrips fulleri Faure, 1929
- Scirtothrips fumipennis Jacot-Guillarmod, 1937
- Scirtothrips ginkgoe Mirab-balou Tong & Chen, 2012
- Scirtothrips hainanensis Han, 1986
- Scirtothrips hectorganzalizi Johansen & Mojica-Guzman, 1999
- Scirtothrips helenae Palmer & Mound, 1983
- Scirtothrips hengduanicus Han, 1990
- Scirtothrips ikelus Mound & Marullo, 1996
- Scirtothrips inermis Priesner, 1933
- Scirtothrips juniperinus Pelikan, 1963
- Scirtothrips katsura Masumoto & Okajima, 2007
- Scirtothrips kenyensis Mound, 1968
- Scirtothrips kirrhos Hoddle & Mound, 2003
- Scirtothrips longipennis (Bagnall, 1909)
- Scirtothrips litotetes Hoddle & Mound, 2003
- Scirtothrips loennbergi (Trybom, 1912)
- Scirtothrips longipennis (Bagnall, 1909)
- Scirtothrips lumarius Mound & Marullo, 1996
- Scirtothrips machili Masumoto & Okajima, 2007
- Scirtothrips mangiferae Priesner, 1932
- Scirtothrips mangiferaffinis Johansen & Mojica-Guzman, 1999
- Scirtothrips mangoaffinis Johansen & Mojia-Guzman, 1999
- Scirtothrips mangofrequentis Johansen & Mojica-Guzman, 1999
- Scirtothrips mangoinfestans Johansen & Mojica-Guzman, 1999
- Scirtothrips mangomolestus Johansen & Mojica-Guzman, 1999
- Scirtothrips mangonoxius Johansen & Mojica-Guzman, 1999
- Scirtothrips mangorum Johansen & Mojica-Guzman, 1999
- Scirtothrips manihoti Bondar, 1924
- Scirtothrips martingonzalezi Johansen & Mojica-Guzman, 1999
- Scirtothrips moneres Hoddle & Mound, 2003
- Scirtothrips multistriatus Hood, 1954
- Scirtothrips mugambii Mound, 2010
- Scirtothrips musciaffinis Johansen & Mojica-Guzman, 1999
- Scirtothrips niveus Hood, 1913
- Scirtothrips novomangorum Johansen & Mojica-Guzman, 1999
- Scirtothrips nubicus Priesner, 1936
- Scirtothrips oligochaetus (Karny, 1927)
- Scirtothrips pan Mound & Walker, 1982
- Scirtothrips panamensis Hood, 1935
- Scirtothrips pendulae Han, 1986
- Scirtothrips perseae Nakahara, 1997
- Scirtothrips pilbara Hoddle & Mound, 2003
- Scirtothrips prosopsis Hood, 1939
- Scirtothrips pteridicola Ananthakrishnan, 1968
- Scirtothrips pteridis Mound & Marullo, 1996
- Scirtothrips quadriseta Hoddle & Mound, 2003
- Scirtothrips ruthveni Shull, 1909
- Scirtothrips silvatropicalis Johansen & Mojica-Guzman, 1999
- Scirtothrips silvicola Johansen & Mojica-Guzman, 1999
- Scirtothrips solaris Bailey, 1964
- Scirtothrips solus Hoddle & Mound, 2003
- Scirtothrips spinosus Faure, 1929
- Scirtothrips taxendii Hood, 1954
- Scirtothrips tehachapi Bailey, 1964
- Scirtothrips tenor (Bhatti & Mound, 1994)
- Scirtothrips texoloensis Johansen & Mojica-Guzman, 1999
- Scirtothrips tlaxcoensis Johansen & Mojica-Guzman, 1999
- Scirtothrips totonacus Johansen & Mojica-Guzman, 1999
- Scirtothrips willihennigi Johansen & Mojica-Guzman, 1999
- Scirtothrips zacualtipanensis Johansen & Mojica-Guzman, 1999
- Scirtothrips zuluensis Faure, 1929